# Principios de la filosofía (Descartes)
Principios de la filosofía (en latín: Principia philosophiae) es un libro escrito por René Descartes. En esencia, es una síntesis del Discurso del método y las Meditaciones metafísicas. Se publicó en latín, en 1644, dedicado a Isabel de Bohemia, con quien Descartes tuvo una amistad a larga distancia. La versión francesa (Les principes de la philosophie) se publicó en 1647. El libro principalmente pretendía reemplazar el modelo aristotélico entonces utilizado en universidades francesas y británicas. El trabajo proporciona una declaración sistemática de su metafísica y filosofía natural, y representa la primera explicación general del Universo mecanicista.
El libro está encuadernado con una segunda obra: Specimina philosophiae, que es una traducción del francés al latín, con revisiones, de otros escritos de Descartes; en particular, el Discurso del método, de 1637.[cita requerida]

## Prefacio de la edición francesa
Descartes pidió al abad Claude Picot una traducción del Principia Philosophiae al francés. Para esta edición, escribió un prefacio, disfrazado como una carta al traductor, cuyo título es "Carta del autor al traductor del libro, que puede ser utilizado como prefacio". Se publicó en 1647, ya en el periodo final de su vida. En este texto, Descartes vierte algunas reflexiones sobre su idea de sabiduría y filosofía.[cita requerida]

## Contenido

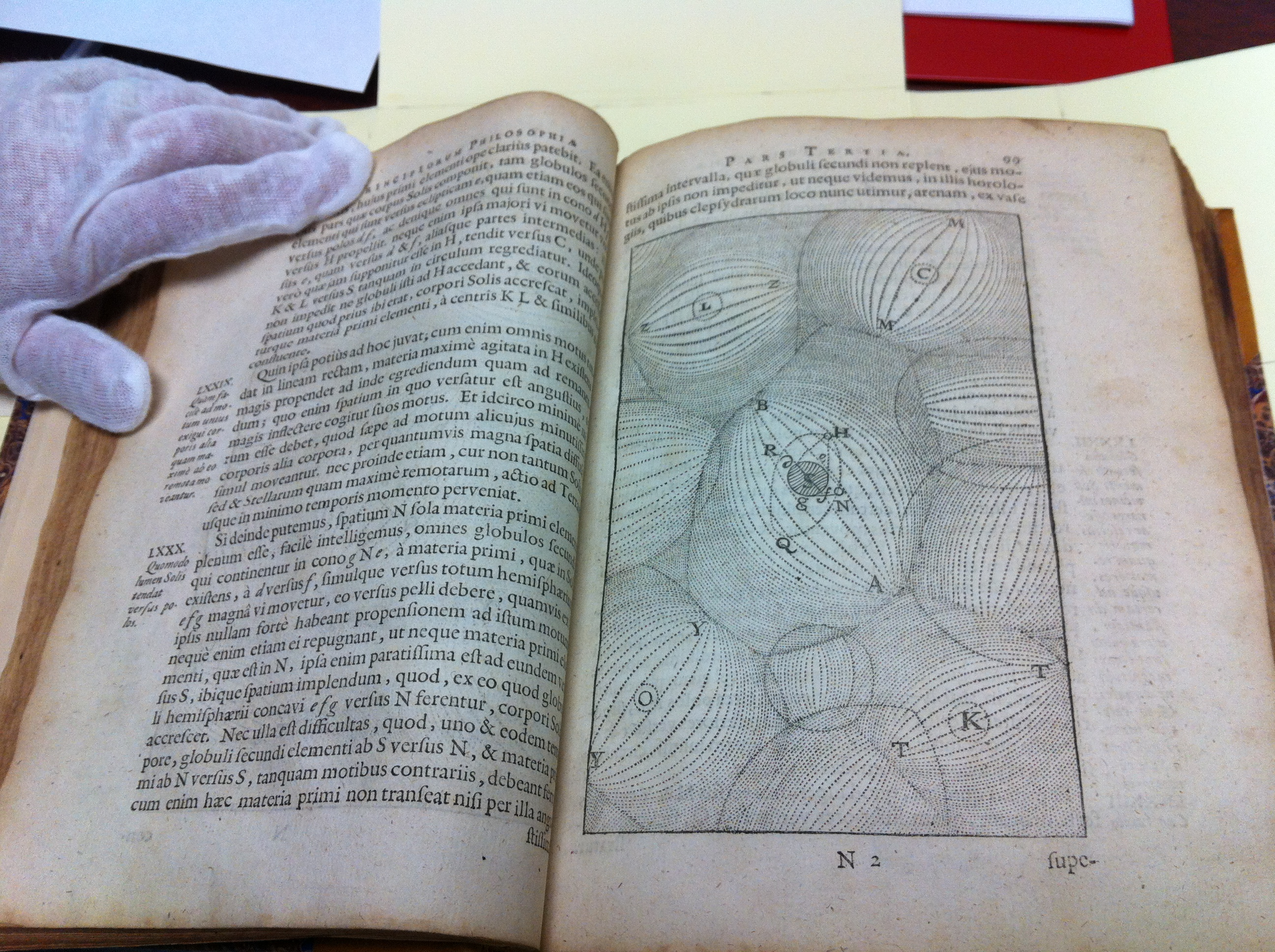
Impresión de Principia Philosophiae, de 1656, en la Biblioteca Tom Slick Memorial, en San Antonio, Texas. Muestra el sistema de vórtices del Universo, como lo concibe Descartes.

Descartes intentó exponer, en forma de libro de texto, todo un sistema de pensamiento acerca de la naturaleza de la materia, la naturaleza de la mente y la participación de Dios en la creación y en la puesta en marcha del Universo. 
El libro consta de cuatro partes:

### Primera parte

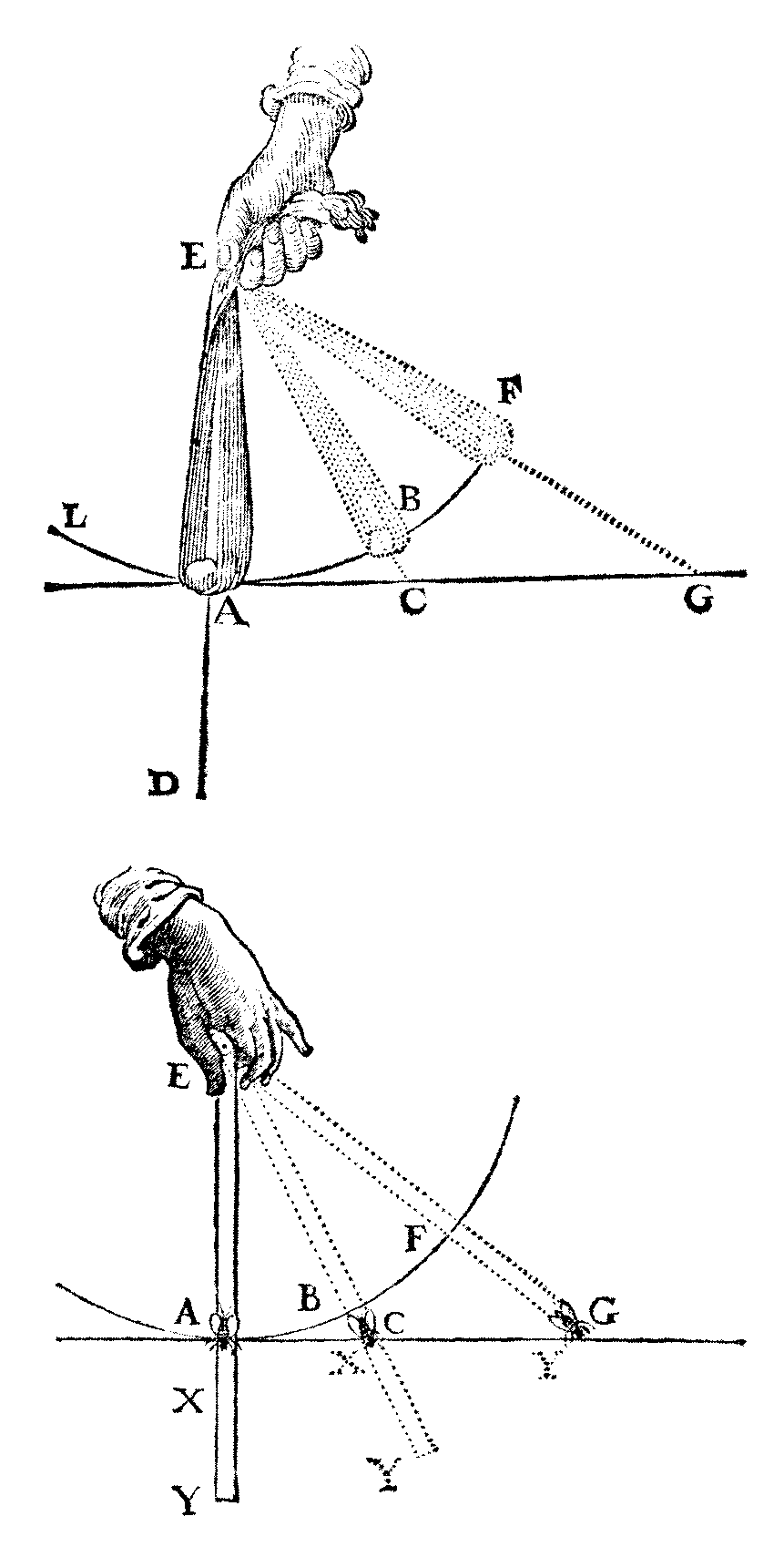
Principios de la filosofía: movimientos de los objetos.

Se ocupa de la metafísica y de cuestiones como la cognición, las fuentes de conocimiento y de entendimiento humano, y la relación entre un Dios perfecto y omnisciente, y el error humano, tanto intelectual como moral. Su contenido puede ser resumido en:
- Concepto de filosofía. La filosofía es el estudio de la sabiduría, entendida como la capacidad de conducir las actividades humanas; y también como el conocimiento perfecto de todas las cosas que un hombre puede saber para la dirección de su vida, el mantenimiento de su salud, y el conocimiento de las artes. Solo Dios es perfectamente sabio, y el hombre es más o menos sabio, en proporción al conocimiento que tiene de las verdades más importantes.

- Los grados de conocimiento. Descartes identifica cuatro grados de conocimiento, que nombra como conocimiento común, y a un quinto que él designa como el más alto. El primer grado consiste en ideas claras y evidentes que pueden ser adquiridas sin siquiera una necesidad de meditación. El segundo grado es todo aquel conocimiento que es aprendido mediante los sentidos. El tercero es el que aprendemos cuándo hablamos con otras personas. El cuarto consiste en aquello que podemos aprender de las escrituras de las personas capaces de dar buenas instrucciones.

- El más alto saber. Ha habido grandes hombres a lo largo del tiempo que han buscado una sabiduría mejor y más cierta, un quinto grado de conocimiento. Esto ha consistido en la búsqueda de las primeras causas, y los que han seguido esta búsqueda han sido llamados filósofos, pero Descartes cree que nadie ha sido exitoso todavía en dicha tarea.

- Duda y certeza. Desde Platón y Aristóteles, ha habido una discusión sobre duda y certeza. Los que han favorecido la duda han llegado a extremos de dudar incluso las cosas más evidentes, y los que han buscado la certeza han confiado excesivamente en los sentidos. Aunque ha sido aceptado que los sentidos pueden engañarnos, según Descartes, nadie todavía ha expresado que la verdad no puede ser basada en los sentidos, sino en el entendimiento, cuando está fundado en percepciones evidentes.

- Meditaciones sobre la primera filosofía. La búsqueda de las primeras causas o verdades básicas, según lo comprendido por Descartes, está en este trabajo. Explica los principios metafísicos en los que se puede construir el resto del conocimiento.

- El árbol de filosofía. La filosofía es como un árbol, cuyas raíces son la metafísica, su tronco es la física y las ramas son el resto de las ciencias, principalmente la medicina, la mecánica y la moral, que es el último nivel de cordura. En la misma manera que el árbol tiene sus frutas en sus partes exteriores, la utilidad de filosofía es también contenida en las partes que son aprendidas al final.

### Segunda parte
La parte II trata sobre los principios generales de la física y la teoría de las leyes del movimiento. 
Propone los principios de naturaleza —las Leyes de la Física—vistos por Descartes. Sobre todo, pone en adelante el principio de que, en la ausencia de fuerzas externas, el movimiento de un objeto será uniforme y en línea recta. Isaac Newton tomó prestado este principio de Descartes y lo incluyó en su propio Principia; a la fecha sigue denominándose como la primera ley de Newton.

### Tercera parte

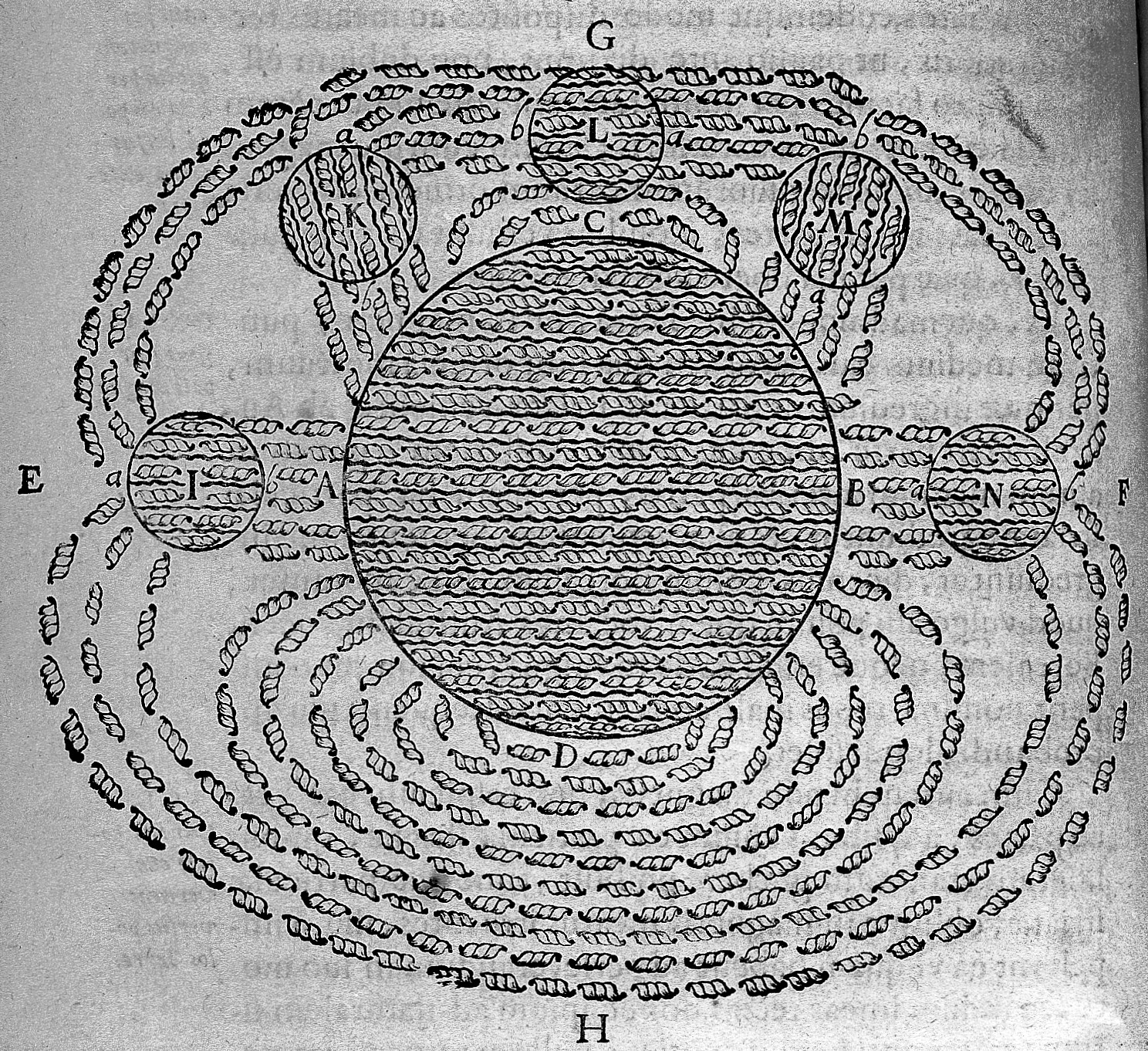
Uno de los primeros dibujos del concepto de campo magnético, Principia Philosophiae, 1644.

La parte III está dedicada a los fenómenos astronómicos.
Su teoría de los vórtices postulaba que el espacio estaba ocupado por un fluido invisible (el éter) que giraba formando vórtices celestes, y el Sol era el centro de uno de ellos. Éste arrastraría planetas, los cuales serán el centro de otros vórtices más pequeños que actuarían sobre satélites como la Luna.
Descartes atacó las teorías de Copérnico, argumentando que los cuerpos que ya están en movimiento permanecen en movimiento en línea recta, a menos que sean desviados. El Cosmos cartesiano era un mecanismo perfecto creado por Dios que funciona de manera determinista sin intervención alguna. O, como lo dijo Voltaire, era como un reloj que continúa marcando la eternidad desde su creación.
Esta idea tuvo mucha fuerza porque explicaba cómo se movían los cuerpos celestes sin que actuaran fuerzas a distancia, algo inconcebible para la época. La teoría de los vórtices fue defendida en Francia durante casi cien años, incluso después de Isaac Newton.

### Cuarta parte
La parte IV se refiere a las propiedades de los minerales, los metales, los imanes y otros fenómenos naturales y su aprehensión a través de los sentidos.
Descartes propuso que la atracción magnética fue causada por la circulación de pequeñas partículas helicoidales, "partes roscadas", que circularon a través de poros roscados paralelos en los imanes, a través del polo Sur, el polo Norte y luego a través del espacio alrededor del imán. De vuelta al polo sur. Partículas enroscadas opuestas circulaban en dirección opuesta. Cuando las "partes roscadas" se acercaban a una piedra imán o pieza de hierro, pasaban por sus poros, causando una fuerza magnética.